# Thelypteris piedrensis
Thelypteris piedrensis là một loài thực vật có mạch trong họ Thelypteridaceae. Loài này được (C. Chr.) C.V. Morton miêu tả khoa học đầu tiên năm 1963.